# Andy LeMaster
Andy LeMaster (geb. vor 1998) ist ein US-amerikanischer Musiker, Songschreiber, Multiinstrumentalist, Musikproduzent und Künstler aus Athens (Georgia). Er ist Sänger und Hauptsongschreiber der Band Now It’s Overhead und Besitzer des Chase-Park-Transduction-Studios in Athens.

## Karriere
Seine ersten Kontakte zur Musikszene hatte LeMaster neben Tätigkeiten als Tontechniker und Produzent, als er als graphischer Künstler in den neunziger Jahren an den Covers der Bands Sunbrain und Commander Venus, einem frühen Projekt von Conor Oberst, beteiligt war. Dieser Kontakt entstand bei einem gemeinsamen Konzert mit Commander Venus und verschafften LeMaster die Möglichkeit, auf Obersts Label Saddle Creek zu veröffentlichen. Ende der Neunziger mündeten zwei Jahre Studiotüftelei – zunächst alleine, später mit einigen Gästen – in der Veröffentlichung des Debüts von Now It’s Overhead. Dieses brachte LeMaster einen so guten Ruf ein, dass er danach häufig für Produzententätigkeiten angefragt wurde angefragt wurde. Er betreute u. a. Conor Oberst, R.E.M., Maria Taylor, Orenda Fink, Azure Ray, Son, Ambulance, Lovers, David Dondero, Drive-by Truckers, Pacific UV, The Glands, Chris Martin und Mayday.
LeMaster ist Mitglied der Liveband von Bright Eyes, gestaltet sämtliche Covers seiner eigenen Band und gilt als Perfektionist.

## Diskographie

### Mit Now It’s Overhead

#### Alben
Now It’s Overhead (2001)
Fall Back Open (2004)
Dark Light Daybreak (2006)

#### Singles und EPs
Wait in a Line (2004)

### Als Gast
Bright Eyes – Letting Off the Happiness (1998)
Bright Eyes – Fevers and Mirrors (2000)
Son, Ambulance/Bright Eyes – Oh Holy Fools: The Music of Son, Ambulance and Bright Eyes (2001)
Bright Eyes – There Is No Beginning to the Story (2002)
Azure Ray – November (2002)
Lovers – Star Lit Sunken Ship (2002)
Azure Ray – Hold on Love (2003)
The Few – Few (2003)
Poulain – For Passengers (EP), (2003)
Pacific UV – Pacific UV (2003)
Beep Beep – Business Casual (2004)
Macha – Forget Tomorrow (2004)
Lovers – Gutter and the Garden (2004)
Summerbirds in the Cellar – With the Hands of the Hunter it All Becomes Dead (2005)
Orenda Fink – Invisible Ones (2005)
Maria Taylor – 11:11 (2005)
Bright Eyes – I’m Wide Awake, It’s Morning (2005)
Bright Eyes – Digital Ash in a Digital Urn (2005)
Art In Manila – Set the Woods on Fire (2007)
Maria Taylor – Lynn Teeter Flower (2007)
Bright Eyes – Four Winds (2007)
Rich Shapero – Wild Animus, Part One: The Ram (2007)
Conor Oberst – Conor Oberst (2008)
Coyote Bones – Gentleman on the Rocks (2008)